# Bain de glace
 (décembre 2024).
Si vous disposez d'ouvrages ou d'articles de référence ou si vous connaissez des sites web de qualité traitant du thème abordé ici, merci de compléter l'article en donnant les références utiles à sa vérifiabilité et en les liant à la section « Notes et références ».

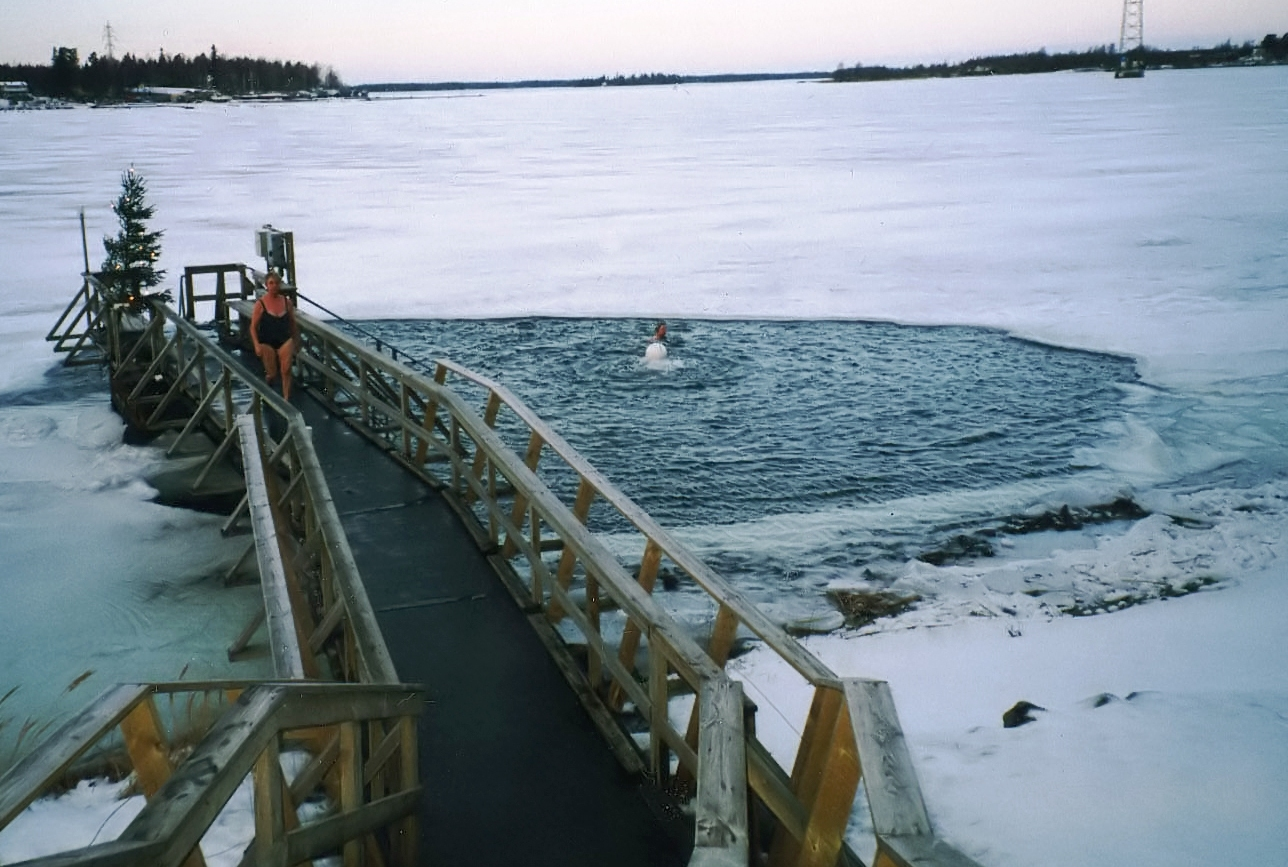
Bain de glace en Finlande.

Le bain de glace est une activité hivernale de natation en plein air. Le principe est de faire un trou dans la glace pour s'y baigner.
L'activité est désormais démocratisée en occident, notamment aux États-Unis et en Angleterre où des centres proposent des services de bains froids. Certaines personnes ont également leurs propres installations chez elles.

## Traditions

### Europe du Nord
En Finlande, Russie du nord, Norvège, Suède, Danemark, Estonie, Lituanie et Lettonie, le bain de glace est souvent lié à la pratique du sauna. En Finlande (où il se nomme avantouinti), la popularité du bain de glace est telle qu'il existe de nombreux endroits[évasif] dédiés à cette activité.

### Europe de l'Est et Russie

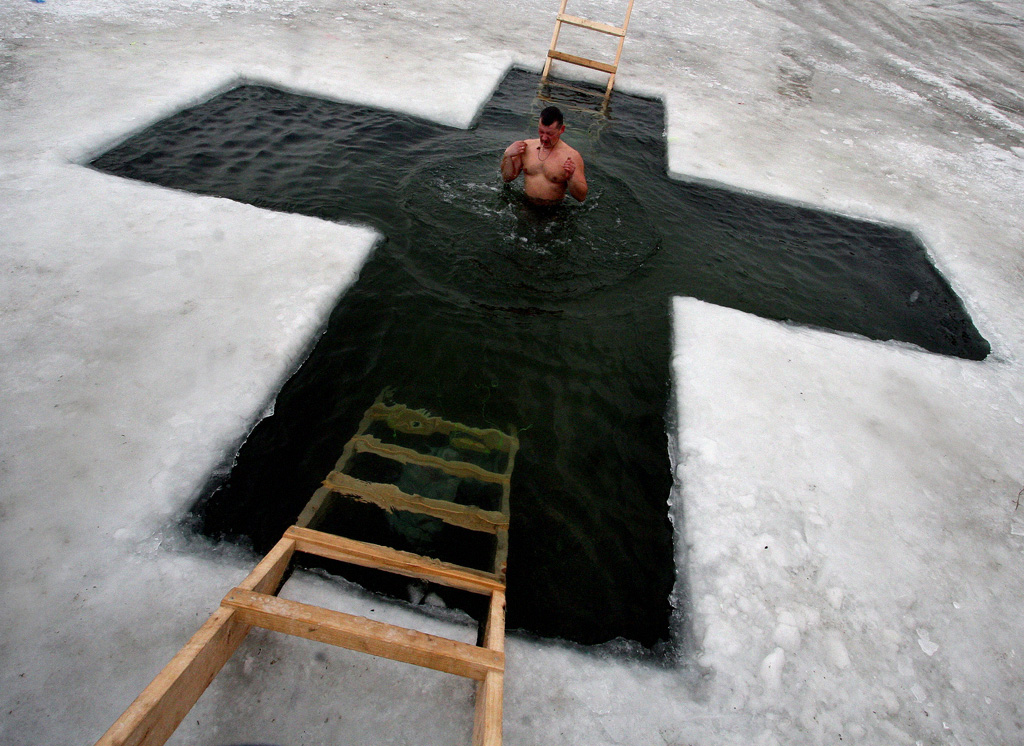
Un trou creusé en forme de croix pour célébrer l'Épiphanie en Russie.

En Russie et dans d'autres pays d'Europe de l'Est à prédominance orthodoxe, le bain de glace est lié à la célébration de l'Épiphanie célébrée le 19 janvier. Ce jour correspondant au baptême de Jésus dans le Jourdain, des trous sont percés dans la glace des rivières ou des lacs, souvent avec la forme d'une croix chrétienne ou d'une croix orthodoxe. Vers minuit, les fidèles plongent trois fois dans l'eau en l’honneur de la Trinité, après qu'un prêtre ai récité une prière,.

## Bienfaits

### Sommeil
La pratique de prendre un bain froid avant de se coucher suscite de l'intérêt, particulièrement chez les sportifs cherchant à optimiser la récupération musculaire et la qualité du sommeil. Des études récentes indiquent que l'immersion dans l'eau froide peut améliorer le sommeil en réactivant le système nerveux parasympathique, favorisant ainsi un sommeil plus profond et réparateur. Il est par ailleurs conseillé de prendre un bain froid au moins deux heures avant le coucher pour éviter toute stimulation excessive du système nerveux. Pour ceux avec un sommeil fragile, un bain froid au réveil pourrait être plus approprié. L'expérimentation personnelle est clé pour déterminer l'efficacité de cette méthode sur le sommeil[pertinence contestée]. 

### Sport
Les bains froids gagnent en popularité parmi les athlètes, en partie grâce aux témoignages de figures sportives emblématiques comme LeBron James et Floyd Mayweather, mais aussi grâce au soutien scientifique de plusieurs études. Les avantages des bains froids pour la récupération post-exercice sont multiples : réduction de la douleur musculaire (effet analgésique naturel et limitation de l'inflammation), amélioration de la récupération (favorisation de la vasoconstriction et la vasodilatation, élimination des déchets métaboliques des muscles, accélération de la réparation musculaire), réduction du stress (adaptation du cerveau à des niveaux élevés de cortisol), stimulation de la production d'hormones (augmentation de la production d'hormones de croissance grâce à l'alternance chaud/froid), rafraîchissement (aide à réguler la température corporelle), amélioration de la circulation sanguine (stimulation et bénéfices pour le cœur et le système cardiovasculaire), renforcement du système immunitaire et enfin amélioration du moral (libération de dopamine et sensation de bien-être).
Malgré le fait que cette culture des bains froids vienne plutôt des pays scandinaves, de Russie ou des pays anglo-saxons, des marques de bains froids pour sportif françaises ont commencé à émerger ces dernières années et permettent aux équipes qui le souhaitent de pourvoir s'équiper[pertinence contestée].

## Risques
Les bains de glace sont déconseillés en cas de maladie coronarienne ou de douleur thoracique non traitée (angine de poitrine), d'arythmie cardiaque sévère et d'hypertension artérielle non traitée[réf. nécessaire]. Il est notamment conseillé de consulter un professionnel de santé avant l'activité et de se faire surveiller par quelqu'un pendant l'activité.